# Харченко Іван Петрович
Іван Петрович Харченко (нар. 6 серпня 1928, село Карпилівка, тепер Іванківського району Київської області) — український радянський діяч, директор Київського суднобудівного заводу «Ленінська кузня». Член ЦК КПУ в 1976—1990 р. Депутат Верховної Ради СРСР 11-го скликання.

## Біографія
У 1943—1950 роках — пожежник, помічник майстра, шляховик будівельно-монтажного поїзду, столяр-складальник промислової артілі.
У 1950—1953 роках — служба в Радянській армії.
Член КПРС з 1953 року.
У 1953—1973 роках — слюсар-монтажник, майстер, начальник бюро, заступник начальника цеху, секретар партійного комітету Київського суднобудівного заводу «Ленінська кузня».
Закінчив Ленінградський інститут водного транспорту.
У липні 1973 — кінці 1980-х років — директор Київського суднобудівного заводу «Ленінська кузня».
Потім — на пенсії в Києві.

## Нагороди
- орден Леніна
- орден Жовтневої Революції
- орден «Знак Пошани»
- медалі
- Державна премія Української РСР у галузі науки і техніки (1976)